# Spisak raketa
Postoji nekoliko različitih tipova raketa . Sledeći članci sadrže liste raketa po tipu:
- Spisak projektila
- Spisak orbitalnih sistema za lansiranje
- Spisak sondažnih raketa
- Spisak vojnih raketa
- Spisak faza raketa